# Component Failure Impact Analysis
Component Failure Impact Analysis (CFIA) è un metodo di tecnologia dell'informazione adoperato nell'Availability Management (gestione della disponibilità); permette di valutare e prevedere l'impatto di un fallimento e localizzare i componenti critici di una struttura informatica.
Un'analisi CFIA può:
- individuare e localizzare i Singoli Punti di Fallimento (SPOF, Single Point of Failure; un componente è definito Singolo Punto di Fallimento se il fallimento del singolo componente provoca il fallimento di tutto il sistema);
- valutare il rischio di fallimento per ogni componente e l'impatto sul sistema di un eventuale fallimento del componente;
- valutare se esistono procedure di recupero per i componenti critici identificati e se tali procedure sono adatte alla criticità del componente stesso[1][2].

Il metodo consiste nell'individuare l'elenco dei componenti e dei sistemi di una struttura informatica, ponendoli come righe e colonne di una tabella:
|              | Sistema 1 | Sistema 2 | ... |
| Componente 1 |           |           |     |
| Componente 2 |           |           |     |
| Componente 3 |           |           |     |
| ...          |           |           |     |
| ------------ | --------- | --------- | --- |

L'incrocio di ogni componente con ogni sistema si marca con una "X" se il fallimento del componente provoca un disservizio sul sistema, con una "A" se è prevista un'alternativa automatica in caso di fallimento del componente, con una "M" se è prevista un'alternativa manuale in caso di fallimento del componente. I componenti con il maggior numero di "X" sono i componenti più critici della struttura informatica.